# Concert per a piano (Reger)
El Concert per a piano, op. 114, va ser compost per Max Reger l'estiu de 1910, acabant l'obra el 16 de juliol. Es va estrenar el 15 de desembre de 1910 a la Gewandhaus de Leipzig amb Arthur Nikisch en la direcció i Frieda Kwast-Hodapp al piano, i a qui estava dedicat el concert.

## Representacions
Prèviament a l'estrena de Leipzig, va ser interpretat en forma de quartet el juny de 1910 al festival de l'Allgemeiner Deutscher Musikverein de Zúric, amb el mateix compositor al piano.
Després de la mort de Reger, el concert es va interpretar diversos cops, entre d'altres el 1922, de la mà de Rudolf Serkin sota la direcció de Wilhelm Furtwängler a Viena, i al Festival Reger d'Essen el 1926. Serkin va ser durant tota la seva carrera un dels principals promotors de l'obra de Reger, juntament amb els germans Busch (Adolf, Fritz, Hermann, Willi i Heinrich).
Val la pena esmentar el concert del 7 de juny de 1930 a Weimar, gairebé un regal de comiat a Elsa Reger, que al cap de molt poc es va traslladar a Múnic. La germana de Reger, Emma, també estava entre el públic.
L'estrena als Estats Units el 1945 a Minneapolis sota la batuta de Dimitris Mitrópoulos va ser un èxit tal que l'últim moviment es va haver de repetir. Els assajos per a aquest concert havien durat una setmana sencera.

## Moviments
- Allegro moderato
- Largo con gran espressione (Fa♯ menor)
- Allegretto con spirito (Fa major)

## Instrumentació
A més del solista de piano, la partitura requereix dues flautes, dos oboès, dos clarinets, dos fagots i contrafagot, quatre trompes, dos trompetes, timbales i cordes.